# Аркебуз (арбалет)
Аркебу́з — изобретённый в Западной Европе улучшенный тип арбалета, имеющий ствол и предназначенный для метания свинцовых пуль. Компоновка и название данного арбалета были унаследованы одноимённым типом ружья.

## Этимология
Слово заимствовано из итальянского языка в XVI веке в форме аркобуз — первое упоминание встречается в описании оружия и доспехов царя Бориса Годунова, относящегося к 1589 году. В итальянский язык слово в свою очередь пришло из ср.-в.-нем. hakenbuhse — сложного слова, составленного из hâken — «крюк» и bühse — «пушка, ружьё». В итальянском подверглось трансформации под влиянием итальянского слова arco — «лук, дуга». В XVII веке в русском языке слово изменилось в аркебуз под влиянием нем. Arkebuse.

## Устройство
В передней части ложа аркебуза крепился железный или медный ствол с двумя продольными прорезями по бокам. Внутри скользил специальный цилиндр, к выступам-ушкам которого, выходящим из прорезей ствола, были привязаны концы тетивы деревянного или стального лука. Спусковой механизм был стандартным для арбалетов.
Аркебуз мог стрелять как стандартными для арбалетов болтами (стрелами), так и каменными или свинцовыми пулями. Пули изготавливались из свинца и имели шарообразную форму. Заряжение аркебуза осуществлялось во взведённом состоянии через дульное отверстие, выстрел из него — нажатием на спусковой рычаг ружейного типа.

## Вклад в развитие вооружений
Среди образцов средневекового неогнестрельного метательного оружия аркебуз наиболее близок к позднейшим полноценным пороховым ружьям. В его конструкции и компоновке наиболее чётко выражены общие черты, позднее унаследованные ружьями и ставшие для них общими, но отсутствующие у современных ему образцов стрелкового огнестрельного оружия: характерной формы ложе с прикладом, установленный на нём ствол достаточно большой длины, спусковой механизм, шарообразные свинцовые пули в качестве снарядов; лишь для стрельбы использовалась не сила пороховых газов метательного заряда, а потенциальная энергия согнутого лука.
С появлением раннего типа ружей, унаследовавших компоновку аркебуза, за ними прочно закрепилось его название — «аркебузы».